# 乌苏卢坦火山
乌苏卢坦火山（西班牙語：Usulután）是萨尔瓦多中部的一座複式火山。

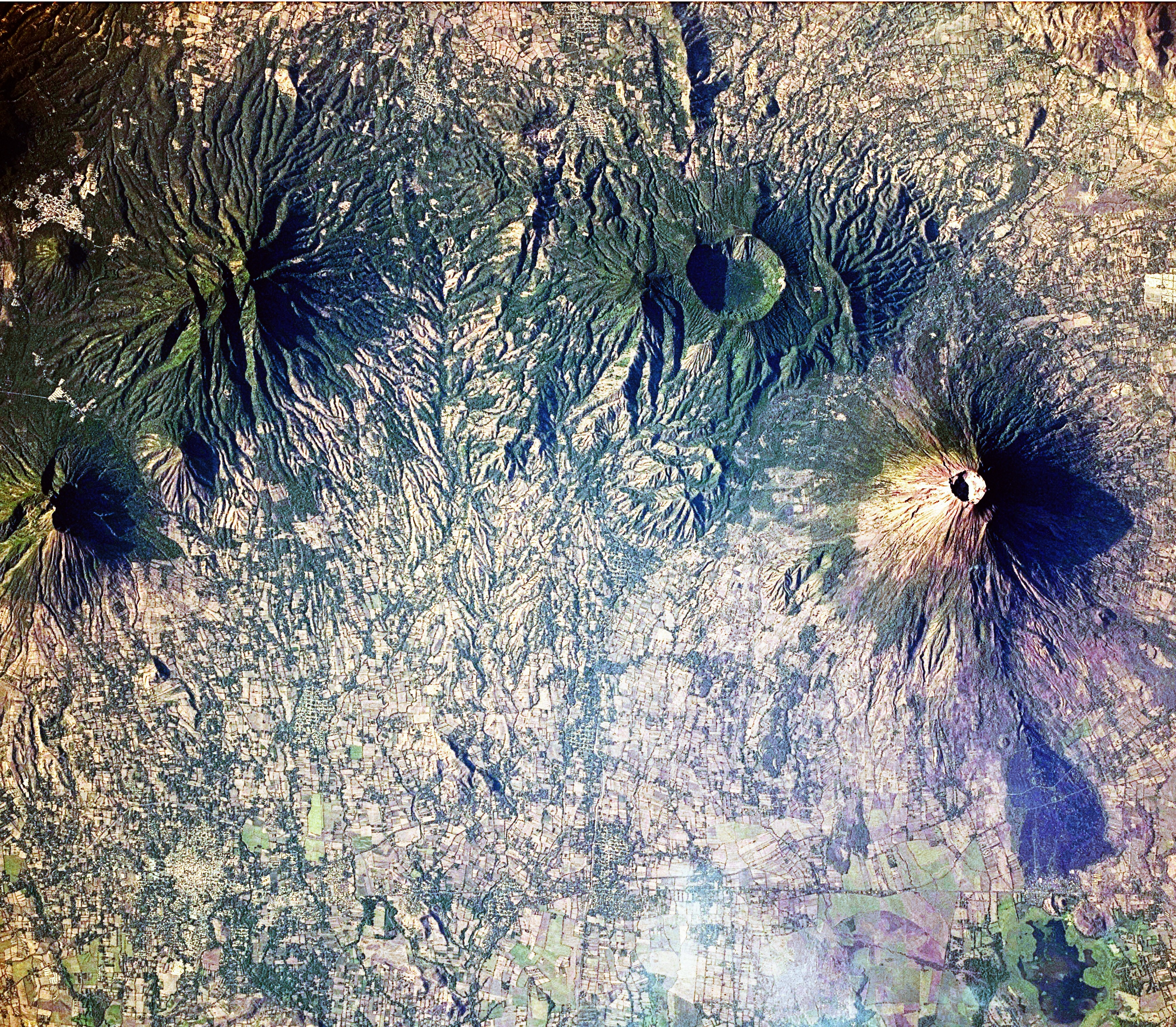
一张宇航照片，依次为奇纳梅卡火山、乌苏卢坦火山、聖米格爾火山